# Patrice Carvalho
Patrice Carvalho (* 15. November 1952 in Compiègne) ist ein französischer Politiker der Parti communiste français.

## Leben
1989 wurde Carvalho zum Bürgermeister von Thourotte ernannt. Von 1992 bis 2012 war er Generalsekretär des Kanton Ribécourt-Dreslincourts und seit 1997 Abgeordneter der Nationalversammlung. Carvalho ist Präsident der Communauté de communes des Deux Vallées.